# Proaegeria vouauxi
Proaegeria vouauxi is een vlinder uit de familie wespvlinders (Sesiidae), onderfamilie Sesiinae.
Proaegeria vouauxi is voor het eerst wetenschappelijk beschreven door Le Cerf in 1916. De soort komt voor in het Afrotropisch gebied.